# Принс-Джордж (округ, Вірджинія)
Шаблон:StateAbbr_ 37°11′ пн. ш. 77°13′ зх. д. / 37.19° пн. ш. 77.22° зх. д.
Округ Принс-Джордж (англ. Prince George County) — округ (графство) у штаті Вірджинія, США. Ідентифікатор округу 51149. 

## Історія
Округ утворений 1703 року.

## Демографія
За даними перепису 2000 року загальне населення округу становило 33047 осіб, зокрема міського населення було 13391, а сільського — 19656. Серед мешканців округу чоловіків було 17821, а жінок — 15226. В окрузі було 10159 домогосподарств, 8097 родин, які мешкали в 10726 будинках. Середній розмір родини становив 3,11.
Віковий розподіл населення поданий у таблиці:
| Стать    | До 15 років | 15-21 | 22-29 | 30-39 | 40-49 | 50-65 | 65-85 | Понад 85 |
| -------- | ----------- | ----- | ----- | ----- | ----- | ----- | ----- | -------- |
| Чоловіки | 3521        | 2560  | 2576  | 3068  | 2668  | 2366  | 1004  | 58       |
| Жінки    | 3335        | 1772  | 1617  | 2620  | 2385  | 2159  | 1228  | 110      |

## Суміжні округи
- Чарлз — північ
- Саррі — схід
- Сассекс — південь
- Динвідді — захід
- Колоніал-Гайтс — схід
- Пітерсберг — незалежне місто, північний захід
- Честерфілд — північний захід
- Гоупвелл — незалежне місто, північний захід

## Виноски
1. ↑  U.S. Decennial Census. United States Census Bureau. Архів оригіналу за 19 липня 2018. Процитовано 4 січня 2014.
2. ↑  Historical Census Browser. University of Virginia Library. Архів оригіналу за 11 серпня 2012. Процитовано 4 січня 2014.
3. ↑  Population of Counties by Decennial Census: 1900 to 1990. United States Census Bureau. Архів оригіналу за 15 грудня 2013. Процитовано 4 січня 2014.
4. ↑  Census 2000 PHC-T-4. Ranking Tables for Counties: 1990 and 2000 (PDF). United States Census Bureau. Архів оригіналу (PDF) за 18 грудня 2014. Процитовано 4 січня 2014.
5. ↑  State & County QuickFacts. United States Census Bureau. Архів оригіналу за 17 липня 2011. Процитовано 4 січня 2014.(англ.) Наведено за англійською вікіпедією.
6. ↑  American FactFinder. Бюро перепису населення США. Архів оригіналу за 26 лютого 2012. Процитовано 31 січня 2008.

| США | Це незавершена стаття з географії США. Ви можете допомогти проєкту, виправивши або дописавши її. |